# Trío para piano n.º 3 (Dvořák)

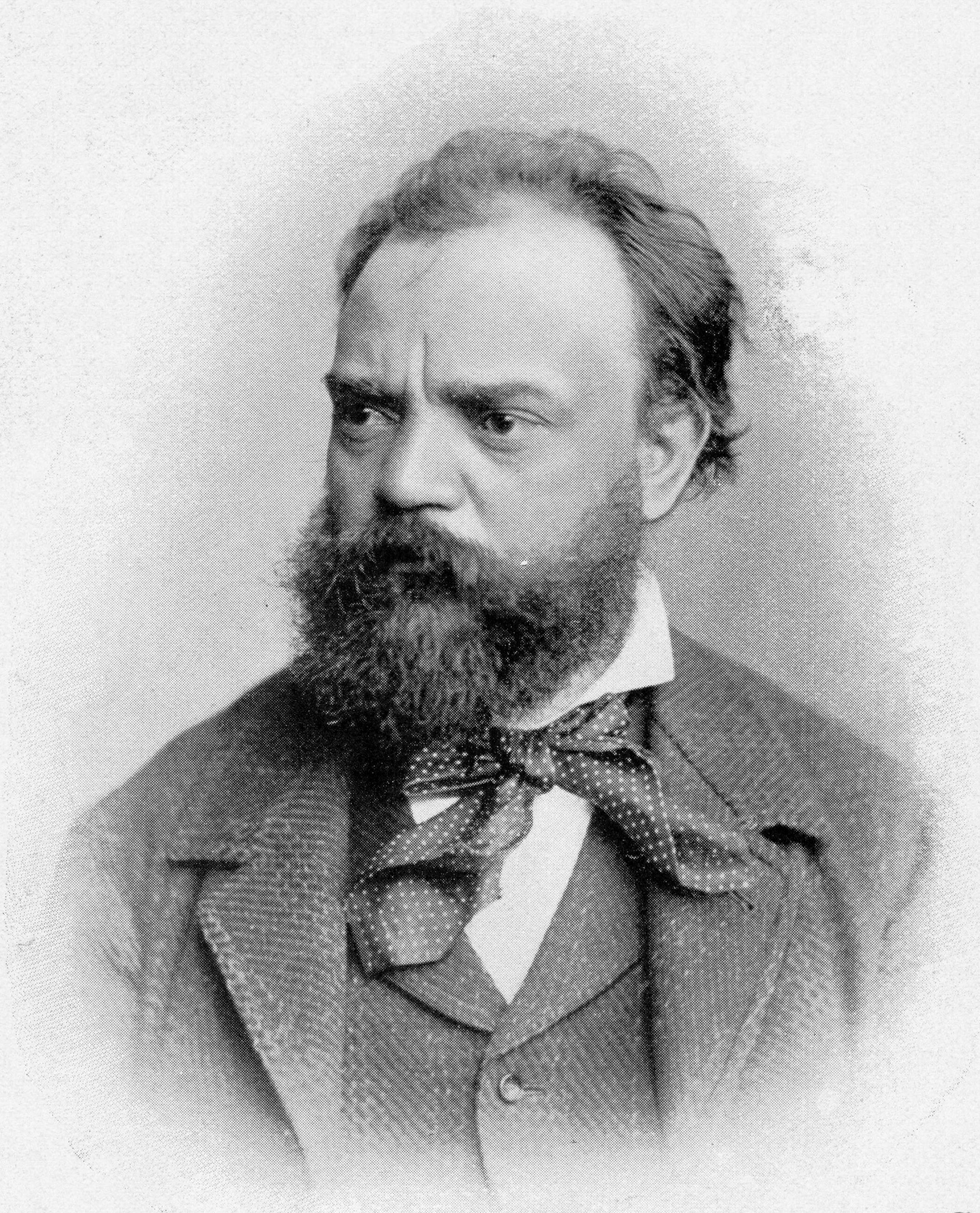
Antonín Dvořák, compositor de la obra, en 1882.

El Trío para piano n.° 3 en fa menor, op. 65 (B.130), es un trío para piano compuesto en 1883 por Antonín Dvořák. Al igual que con el Scherzo capriccioso, la Obertura Husita, la Balada en re menor y la Séptima Sinfonía, compuestas en el mismo período, la obra está escrita en un estilo más dramático, oscuro y agresivo que reemplaza el estilo folclórico despreocupado del «período eslavo» de Dvořák.

## Historia
Dvořák comenzó a escribir el trío de piano en febrero de 1883 y lo completó el 31 de marzo. El estreno tuvo lugar el 27 de octubre en un concierto en Mladá Boleslav. El propio compositor interpretó la parte del piano. La pieza fue publicada poco después por Simrock.

## Estructura
La obra consta de cuatro movimientos en la tradición clásica:
1. Allegro ma non troppo (fa menor)
2. Allegretto grazioso – Meno mosso (do♯ menor)
3. Poco adagio (la♭ mayor)
4. Finale. Allegro con brio (fa menor)

Una representación típica dura 39 minutos aproximadamente.

## Recepción
Eduard Hanslick escribió en Neue Freie Presse el 13 de febrero de 1884: «La joya más valiosa que nos ha llegado en medio de la plétora de conciertos de las últimas semanas es, sin lugar a dudas, el nuevo Trío para piano en fa menor de Dvorak. Demuestra que el compositor se encuentra en la cima de su carrera».